# Rudolf August (Braunschweig-Wolfenbüttel)

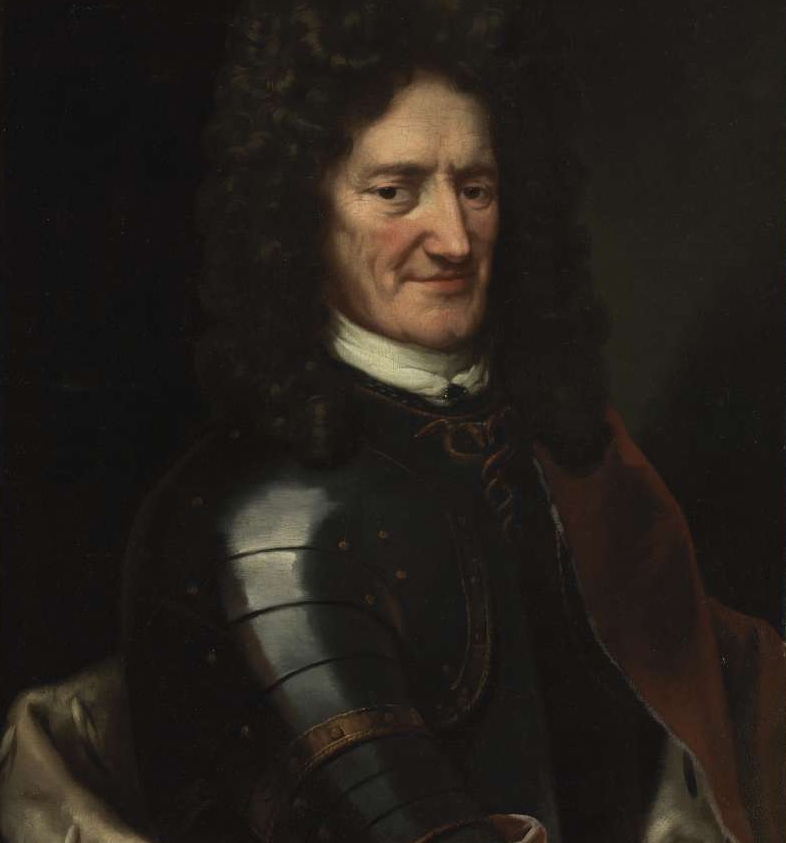
Rudolf August von Braunschweig-Wolfenbüttel, Porträtgemälde von Hans Hinrich Rundt, vor 1700

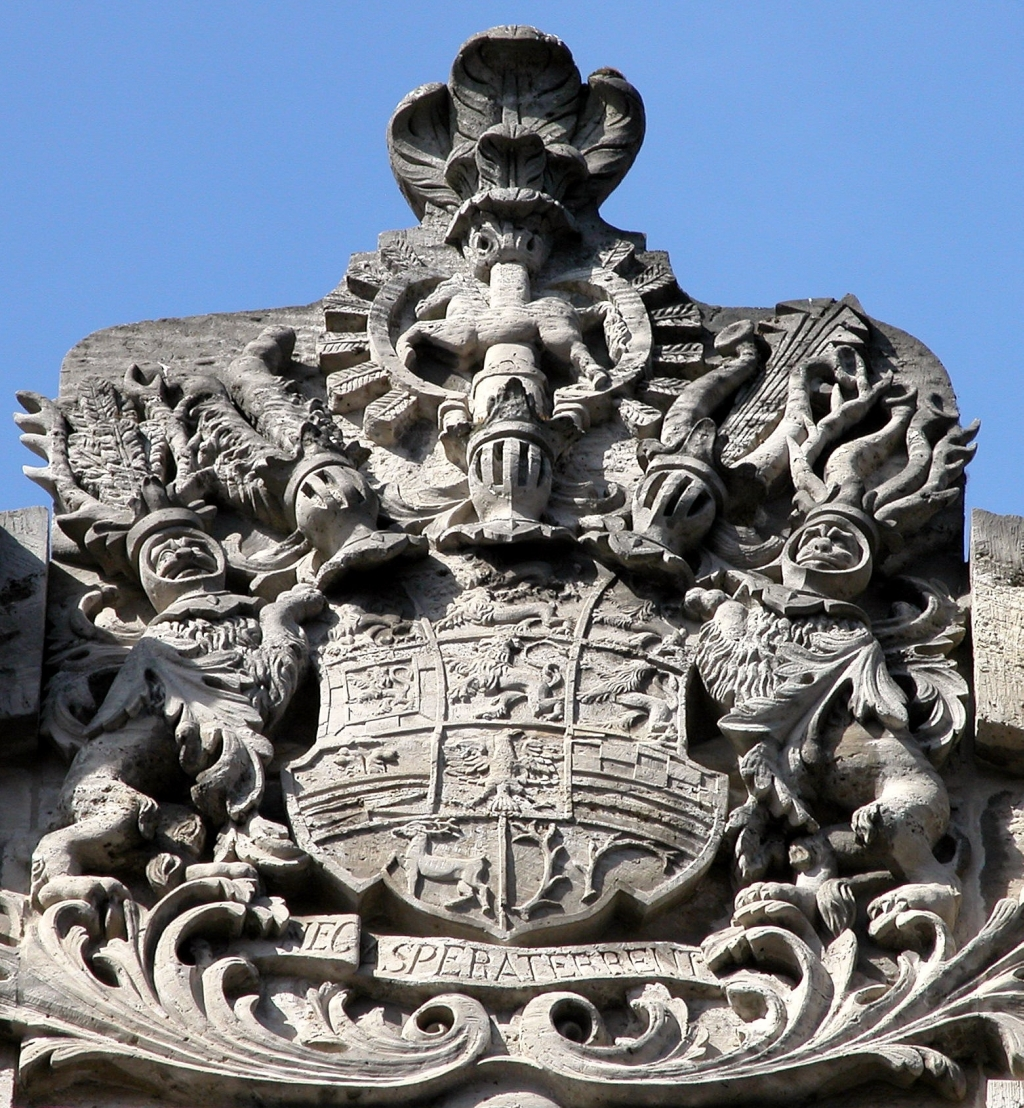
Wappen Rudolf Augusts am Giebel des Autorshofs in Braunschweig

Rudolf August, Kupferstich von Konrad Buno, um 1650

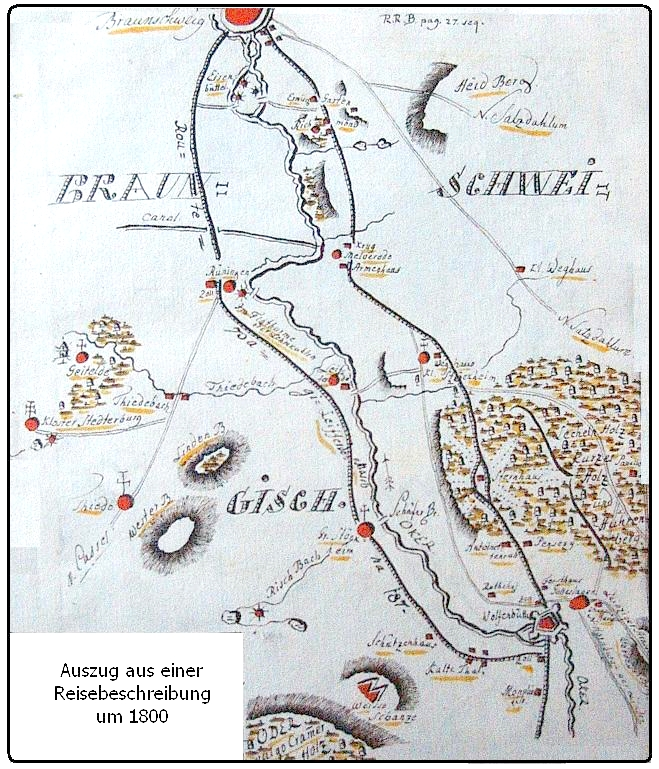
Der „Neue Weg“ durch das Lechlumer Holz auf einer Karte um 1800

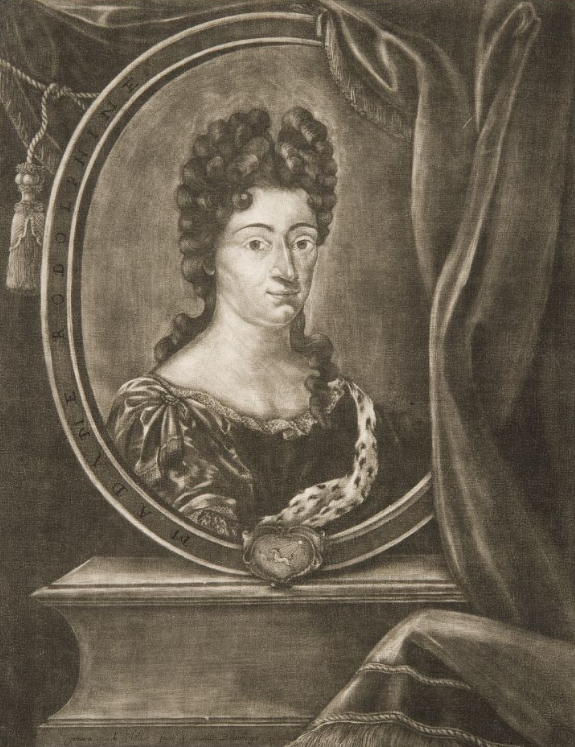
Rosine Elisabeth Menthe, Kupferstich von Johann Jacob Möller, 1686

Rudolf August (* 16. Mai 1627 in Hitzacker; † 26. Januar 1704 in Hedwigsburg) war Herzog zu Braunschweig und Lüneburg und von 1666 bis zu seinem Tode Fürst von Braunschweig-Wolfenbüttel.

## Leben
Rudolf August war der älteste Sohn des Herzogs August der Jüngere und Dorothea von Anhalt-Zerbst (1607–1634), Tochter von Rudolf von Anhalt-Zerbst.
Im Jahr 1666 folgte er seinem Vater als Herzog zu Braunschweig-Lüneburg und Fürst von Braunschweig-Wolfenbüttel. Rudolf August widmete sich jedoch eher seinen Studien und der Jagd. Er ließ eine umfangreiche Bibliothek anlegen und war bereits 1663 von seinem Vater zum „Jägermeister“ ernannt worden. Doch auch schon vor seinem Regierungsantritt bewies er, dass er den Bürgern helfen möchte. Laut Verordnung von ihm vom 24. Dezember 1660 gab er den Calvördern frei, das nötige Bau- und Brennholz aus dem Calvörder Forst zu beziehen.
Im Jahr 1667, ein Jahr nach seinem Regierungsantritt, berief er seinen jüngeren, machtbewussten Bruder Anton Ulrich (1633–1714) zum Statthalter. Rudolf August zog sich mehr und mehr von den Regierungsgeschäften zurück, die er seinem Bruder überließ. 1671 gelang es Rudolf August und Anton Ulrich die Stadt Braunschweig nach etwa dreiwöchiger Belagerung zu besetzen. Damit endete die Epoche der unabhängigen Stadt Braunschweig. Im Jahr 1685 ernannte er Anton Ulrich zum Herzog und gleichberechtigten Mitregenten.
Im Jahr 1650 heiratete er Gräfin Christiane Elisabeth von Barby (1634–1681). Das Paar hatte drei Töchter, von denen eine noch vor dem ersten Geburtstag starb. Zur Sicherung der familiären Erbfolge vereinbarten die Herzöge 1681 die Heirat von Rudolf Augusts Tochter Christine Sophie (1654–1695) mit ihrem Cousin August Wilhelm (1662–1731), dem Sohn Anton Ulrichs. August Wilhelm folgte daher im Jahr 1714 seinem Vater Anton Ulrich, der 1704, nach dem Tode Rudolf Augusts, die Alleinherrschaft übernommen hatte.
Rudolf August selbst heiratete im gleichen Jahr, am 7. Juni oder 7. Juli 1681, bereits wenige Wochen nach dem Tod seiner ersten Ehefrau Christiane Elisabeth, in morganatischer Ehe, die gerade achtzehnjährige Rosine Elisabeth Menthe (1663–1701), Tochter eines Barbiers und Wundarztes. Die Ehe blieb kinderlos.
Im Verlauf seiner 38-jährigen Regierungszeit entwickelte Rudolf August eine rege Bautätigkeit. Nach 1671 ließ er einen Weg durch das Lechlumer Holz zwischen Wolfenbüttel und Braunschweig anlegen, heute als „Neuer Weg“ ein Abschnitt der Bundesstraße 79. Dieser so genannte „Herrschaftliche Weg“ führte, parallel der alten Handelsstraße („Alter Weg“), in gerader Linie vom späteren Lustschloss Antoinettenruh über das Barockschlösschen, das spätere „Sternhaus“, bis zum Großen Weghaus in Stöckheim.
In den Jahren 1695–1702 ließ er von seinem Festungsbaumeister Caspar Völker (1655–1730) die Seesener Hof- und Schlosskirche St. Andreas erbauen. Bemerkenswert sind die aufwändige Innenausstattung, die Orgel und die ausgezeichnete Akustik der Kirche.
Für Rosine Elisabeth ließ der Herzog im Jahr 1695 die Wasserburg in Vechelde bei Braunschweig, wahrscheinlich durch den Baumeister Hermann Korb (1656–1735), zum fürstlichen Landschloss Vechelde umbauen.
Seine Privatbibliothek, die Bibliotheca Rudolphea, schenkte Rudolf August 1702, zwei Jahre vor seinem Tod, der Universitätsbibliothek Helmstedt. Damit sorgte er für eine bedeutende Erweiterung der Bibliotheca Julia.
Unter dem Gesellschaftsnamen Der Nachsinnende wurde er als Mitglied in die Fruchtbringende Gesellschaft aufgenommen.
Die politische Situation, die zur Trennung von seinem Bruder, also zum Ende der Gemeinschaftsregierung führte, ist in ihrer umfangreichen historischen Darstellung im Münzbild des Gedenktalers „auf die Trennung der brüderlichen Eintracht“, einmalig. Sein Bruder Anton Ulrich ließ 1702 auf die Trennung der Eintracht einen Gedenktaler prägen, der den Versuch Guerickes zum Nachweis der Luftdruckwirkung zeigt und legte ihn politisch aus: Das cellische und das hannoveranische Ross  versuchen vergeblich die brüderliche Eintracht zu sprengen, bis eine verräterische Hand diese Einheit zerstört.
Rudolf August starb am 26. Januar 1704 auf Schloss Hedwigsburg, südlich von Wolfenbüttel.

## Ehen und Nachkommen
⚭ 1. 1650 Gräfin Christiane Elisabeth von Barby (1634–1681).
Dorothea Sophie (1653–1722), ab 1673 verheiratet mit Johann Adolf, Herzog von Holstein-Plön.
Christine Sophie (1654–1695), ab 1681 verheiratet mit Herzog August Wilhelm von Braunschweig (1662–1731).
Eleonore Sophie (1655–1656).
⚭ 2. 1681 Rosine Elisabeth Menthe (1663–1701), kinderlos.